# Strophostyles umbellata
Strophostyles umbellata är en ärtväxtart som först beskrevs av Carl Ludwig von Willdenow, och fick sitt nu gällande namn av Nathaniel Lord Britton. Strophostyles umbellata ingår i släktet Strophostyles och familjen ärtväxter. Inga underarter finns listade i Catalogue of Life.

## Bildgalleri

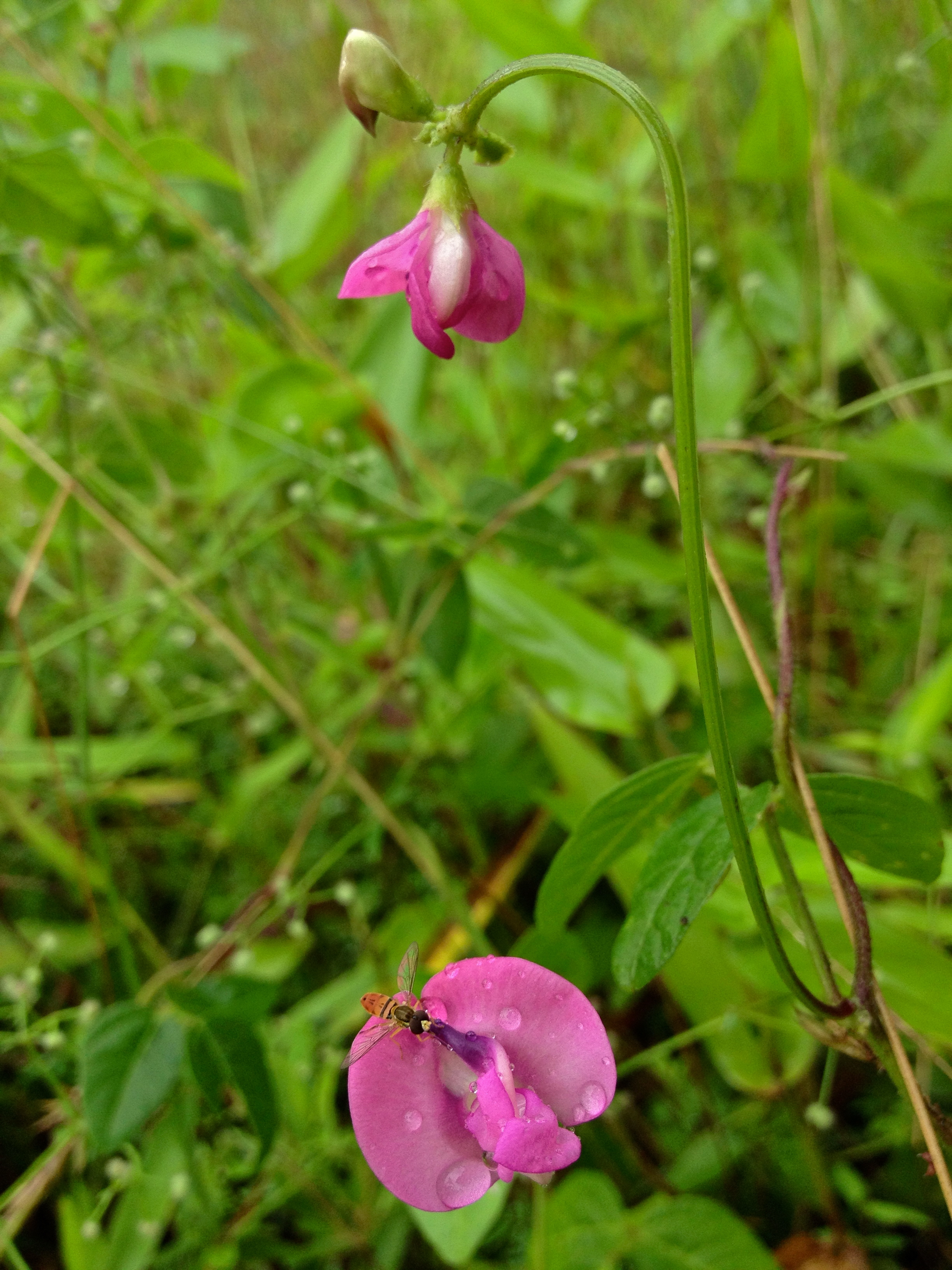